# Elysian Park
Elysian Park ist ein Viertel der US-amerikanischen Millionenstadt Los Angeles.

## Lage
Elysian Park gehört zur zentralen Region von Los Angeles. Es grenzt an die Stadtteile Chinatown, Cypress Park, Echo Park, Elysian Valley, Glassell Park und Lincoln Heights. Kern des Viertels ist der für den Stadtteil namensgebende Elysian Park. Der Park ist der älteste städtische Park und nach Griffith Park der zweitgrößte öffentliche Park von Los Angeles.

## Bevölkerung
Elysian Park weist eine der geringsten Bevölkerungsdichten im Los Angeles County und der Stadt Los Angeles auf. Nach der Volkszählung 2000 lebten in dem Viertel 2530 Personen. Nach Schätzungen der städtischen Planungskommission waren es 2008 2659 Einwohner. Die Volkszählung ergab, dass 47,6 % der Bewohner Latinos und 43,5 % asiatischstämmig waren. 54,4 % der Einwohner waren außerhalb der Vereinigten Staaten geboren. Die am meisten genannten Herkunftsstaaten waren China und Mexiko.

## Geschichte
Das vor der Ausbreitung der Europäer zum Siedlungsgebiet der Tongva gehörende Gebiet wurde erstmals urkundlich erwähnt, als die Expedition von Gaspar de Portolà am 2. August 1769 im Südosten des heutigen Parks lagerte. Das Gebiet war von der Landzuweisung der Gouverneurs von Kalifornien zur Gründung der Stadt Los Angeles von 1781 umfasst. Als nach dem Ende des amerikanisch-mexikanischen Krieges das von der Landzuweisung erfasste Umland versteigert wurde, fand sich für das nun als Rock Quarry Hills bekannte Gebiet des Parks kein Bieter. Es blieb damit als einziges Gebiet der Landzuweisung der Natur überlassen. 1886 Beschloss der Stadtrat von Los Angeles Rock Quarry Hills zum städtischen Park zu widmen und benannte den Park nach den elysischen Gefilden der griechischen Mythologie.